# 米谷達也
米谷 達也（よねたに たつや、1963年5月28日 - ）は、日本の遊歴算家・予備校講師。元SEG (学習塾)講師（数学担当）、元代々木ゼミナール衛星放送授業講師（数学担当）。現在は、大学受験予備校プリパス代表取締役社長、高等学校非常勤講師、辰已法律研究所講師、さなる予備校@will講師、養賢ゼミナール客員講師、ふくしま学びのネットワーク講師、おきなわ学びのネットワーク講師、学びエイド講師。知恵の館文庫執筆者、『理系への数学』『現代数学』（現代数学社）執筆者、『数学入試問題正解』（聖文新社）解説委員。歴史学者の米谷匡史は実弟である。

## 人物
筑波大学附属駒場中学校・高等学校を経て、東京大学工学部卒業、2007年3月大宮法科大学院大学（ロースクール）修了、法務博士（専門職）。大学在学中より数理専門塾SEG講師、大学卒業後1990年より代々木ゼミナール講師（数学）、1996年より大学受験予備校有限会社プリパス代表取締役。学習塾営業、著述の他、大学受験予備校、高等学校にて講師を務める。インターネット経由で映像授業を提供する@will講座、および学びエイドに出演している。2003年より司法試験予備校辰已法律研究所にて、法科大学院適性試験対策および小論文試験対策の講師を務める。2004年に法科大学院に入学し、社会人学生として仕事を継続しながら2007年に修了。その後、本名での活動に加えて、2008年より算数仮面の名義で小学生に向けた算数の指導を、2009年より数理哲人の名義で数学の指導を始めており、同名義での著述、DVD制作、数学雑誌への連載記事を担当する。2010年には一般社団法人日本論理検定協会の理事に就任し、論理教育の改革に着手している（後に辞任）。2010年より知恵の館文庫を創設し，数学および言論の活動の場とする。2011年の東日本大震災を機に、宮城県と福島県の複数の高等学校で「勉強の炊き出し」プロジェクトを主導する。2014年より一般社団法人ふくしま学びのネットワークの高校生無料セミナー、数学合宿等に参画する。小学生から大学受験生までの学習指導のほか、保護者向けの講演、高等学校教員向けの研修講師を担当する。数学オリンピック向けの指導では、2012年、2013年、2016年の3回にわたりIMO（国際数学オリンピック）の日本代表メダリストを輩出する。2024年からは東京での指導に加えて沖縄県と北海道の教室においても対面での数学の指導に携わる。

## 著書（本人名義）

### 大学入試対策書

#### 数学

##### SEG出版
- 『大学入試数学の思考回路100講1』（SEG出版、1993年）ISBN 4872430069
- 『大学入試数学の思考回路100講2』（SEG出版、1993年）ISBN 4872430077
- 『大学入試数学の思考回路100講3』（SEG出版、1993年）ISBN 4872430085
- 『大学入試数学の変数と図形表現』（SEG出版、1993年、特別付録「パラパラ劇場」付き）ISBN 4872430123
- 『思考回路を磨く数学I問題集』（SEG出版、1993年）ISBN 4872430131
- 『思考回路を磨く基礎解析問題集』（SEG出版、1994年、特別付録「パラパラ劇場II」付き）ISBN 4872430166
- 『思考回路を磨く代数・幾何問題集』（SEG出版、1994年）ISBN 4872430220
- 『思考回路を磨く微分・積分問題集』（SEG出版、1994年、特別付録「パラパラ劇場III」付き）ISBN 487243028X
- 『思考回路を磨く確率・統計問題集』（SEG出版、1994年）ISBN 4872430301
- 小島敏久・米谷達也『闘う50題'94入試数学ベストセレクション』（SEG出版、1994年）ISBN 4872430255
- 小島敏久・米谷達也『闘う50題'95入試数学ベストセレクション』（SEG出版、1995年）ISBN 4872430425

##### 代々木ライブラリー
- 湯浅弘一・米谷達也・上原格『点取りトレーニング数学I』（代々木ライブラリー、1996年）ISBN 4896804015
- 湯浅弘一・米谷達也・上原格『点取りトレーニング数学A』（代々木ライブラリー、1996年）ISBN 4896804023
- 湯浅弘一・米谷達也・上原格『点取りトレーニング数学II』（代々木ライブラリー、1996年）ISBN 4896804031
- 湯浅弘一・米谷達也・上原格『点取りトレーニング数学B』（代々木ライブラリー、1996年）ISBN 489680404X
- 湯浅弘一・米谷達也・上原格『点取りトレーニング数学III・C』（代々木ライブラリー、1996年）ISBN 4896804422
- 『東大入試プレ問題集（文科・理科）Part1,2』（共著、代々木ライブラリー、1999年）
- 『早大入試プレ問題集』（共著、代々木ライブラリー、1999年）

##### センター試験対策（桐原書店）
- 『項目別センター試験の数学総演習 数学I・数学A・数学II・数学B』（桐原書店、1996年）ISBN 4342776901
- 米谷達也・下村治『新訂版 項目別センター試験の数学総演習 数学I・数学A・数学II・数学B』（桐原書店、1999年）ISBN 4342783703
- 米谷達也・松尾衛『ズバリ攻略！センター試験 数学I・A』（桐原書店、2005年）ISBN 4342260883
- 米谷達也・松尾衛『ズバリ攻略！センター試験 数学II・B』（桐原書店、2005年）ISBN 4342260891

##### センター試験対策（学研）
- 『文系受験者のためのセンター数学I・Aまる暗記』（学習研究社、2000年）ISBN 4053009758
- 『文系受験者のためのセンター数学II・Bまる暗記』（学習研究社、2000年）ISBN 4053011698
- 『センター試験得点UPルール53数学I・A』（学習研究社、2006年）ISBN 4053022568
- 『センター試験得点UPルール58数学II・B』（学習研究社、2006年）ISBN 4053022576
- 『覚える！センター数学I・A&II・B定番解法111』（学習研究社、2011年）

##### 数学書（現代数学社）
- 『パラメータを視る 変数と図形表現』（現代数学社、2008年）
- 『含意命題の探究』（共著、現代数学社、2018年）
- 『新版 パラメータを視る 変数と図形表現』（共著、現代数学社、2022年）

##### 入試正解（学研GIC）
- 『難関9大学数学入試問題解答2000』（学研GIC、2000年）
- 『難関9大学数学入試問題解答2001』（学研GIC、2001年）

##### 映像教材
- 『数学講義CD-ROM教材』（インターネット予備校PrepG、2001年）
- 『ビデオ講座・VEST21ハイスクール英語』（TDKコア、2002年）

##### 知恵の館文庫

###### 漆黒の数学バイブル
- 『漆黒の数学バイブルBB01 数と式・関数』（プリパス知恵の館文庫、2010年）ISBN 9784904868195
- 『漆黒の数学バイブルBB02 三角関数と図形／指数・対数関数』（プリパス知恵の館文庫、2010年）
- 『漆黒の数学バイブルBB03 ベクトル・複素数』（プリパス知恵の館文庫、2010年）
- 『漆黒の数学バイブルBB04 数列・多項式の微積分』（プリパス知恵の館文庫、2010年）
- 『漆黒の数学バイブルBB05 場合の数・確率』（プリパス知恵の館文庫、2010年）
- 『漆黒の数学バイブルBB06 関数と数列の極限』（プリパス知恵の館文庫、2010年）ISBN 9784904868249
- 『漆黒の数学バイブルBB07 微分法・積分法の基本』（プリパス知恵の館文庫、2010年）ISBN 9784904868256
- 『漆黒の数学バイブルBB08 積分法の応用・微分方程式』（プリパス知恵の館文庫、2010年）
- 『漆黒の数学バイブルBB09 曲線・パラメータ表示』（プリパス知恵の館文庫、2010年）
- 『漆黒の数学バイブルBB10 行列・一次変換』（プリパス知恵の館文庫、2010年）
- 『漆黒の数学バイブルBB 定義・定理・公式総覧(上)』（プリパス知恵の館文庫、2013年）
- 『漆黒の数学バイブルBB 定義・定理・公式総覧(下)』（プリパス知恵の館文庫、2013年）
- 『漆黒の数学バイブルBBP01演習 数と式・関数』（プリパス知恵の館文庫、2016年）ISBN 9784865513424
- 『漆黒の数学バイブルBBP02演習 三角関数と図形／指数・対数関数』（プリパス知恵の館文庫、2016年）
- 『漆黒の数学バイブルBBP03演習 ベクトル・複素数』（プリパス知恵の館文庫、2016年）
- 『漆黒の数学バイブルBBP04演習 数列・多項式の微積分』（プリパス知恵の館文庫、2018年）
- 『漆黒の数学バイブルBBP05演習 場合の数・確率』（プリパス知恵の館文庫、2018年）

###### 数学福音伝道書
- 『数学福音伝道書GM01 数と式・関数』（プリパス知恵の館文庫、2011年）ISBN 9784905136057
- 『数学福音伝道書GM02 2次関数・図形と計量』（プリパス知恵の館文庫、2011年）ISBN 9784905136064
- 『数学福音伝道書GM03 場合の数・確率』（プリパス知恵の館文庫、2011年）ISBN 9784905136071
- 『数学福音伝道書GM04 図形と方程式・ベクトル』（プリパス知恵の館文庫、2011年）ISBN 9784905136088
- 『数学福音伝道書GM05 三角・指数対数関数』（プリパス知恵の館文庫、2012年）ISBN 9784905136095
- 『数学福音伝道書GM06 方程式・複素数』（プリパス知恵の館文庫、2012年）ISBN 9784905136101
- 『数学福音伝道書GM07 数列・帰納法』（プリパス知恵の館文庫、2012年）ISBN 9784905136118
- 『数学福音伝道書GM08 微分法・積分法』（プリパス知恵の館文庫、2012年）ISBN 9784905136125

###### 数学創世記
- 『数学創世記G01 自然数』（プリパス知恵の館文庫、2010年）ISBN 9784904868379
- 『数学創世記G02 正負の数』（プリパス知恵の館文庫、2010年）
- 『数学創世記G03 1次式の代数』（プリパス知恵の館文庫、2010年）
- 『数学創世記G04 連立方程式』（プリパス知恵の館文庫、2010年）
- 『数学創世記G05 不等式』（プリパス知恵の館文庫、2010年）
- 『数学創世記G06 1次関数』（プリパス知恵の館文庫、2010年）ISBN 9784904868423
- 『数学創世記G07 整数論』（プリパス知恵の館文庫、2010年）
- 『数学創世記G08 無理数』（プリパス知恵の館文庫、2010年）
- 『数学創世記G09 2次式の計算』（プリパス知恵の館文庫、2010年）
- 『数学創世記G10 2次方程式と関数』（プリパス知恵の館文庫、2010年）
- 『数学創世記G21 図形の基礎』（プリパス知恵の館文庫、2010年）ISBN 9784904868478
- 『数学創世記G22 図形の合同』（プリパス知恵の館文庫、2010年）
- 『数学創世記G23 図形と相似』（プリパス知恵の館文庫、2010年）
- 『数学創世記G24 円の性質』（プリパス知恵の館文庫、2010年）
- 『数学創世記G25 図形の計量』（プリパス知恵の館文庫、2010年）

##### 大柳茂樹全集（編纂）
代々木ゼミナール講師、プリパス講師であった大柳茂樹師の作品集を編纂している。
- 『大柳茂樹全集I 数学研究者時代の論文集』（日本論理教育学会、2010年）
- 『大柳茂樹全集II 最強の東大数学（理系・文系）1990-1994』（日本論理教育学会、2010年）
- 『大柳茂樹全集III 最強の東大数学（理系・文系）1995-1999』（日本論理教育学会、2010年）
- 『大柳茂樹全集IV 最強の東大数学（理系・文系）2000-2004』（日本論理教育学会、2010年）

#### 小論文
- 『小論文頻出テーマとキーワード 理系編』（旺文社、2004年）

### 法科大学院・司法試験予備試験

#### 法科大学院統一適性試験

##### 学習書
- 後藤守男・米谷達也・石田浩一『ロースクール［法科大学院］適性試験LSAT合格対策＆問題集』（日本能率協会マネジメントセンター、2003年）
- 後藤守男・米谷達也・石田浩一『ロースクール［法科大学院］適性試験LSAT大研究』（日本能率協会マネジメントセンター、2005年）
- 『「ならば」の探求』（辰已法律研究所、2005年）

##### 過去問解説
- 米谷達也・石田浩一『ロースクール適性試験バイブル 2003年度完全版』（辰已法律研究所、2003年）
- 米谷達也・石田浩一・大柳茂樹・斉藤浩『ロースクール適性試験バイブル 全過去問完全版』（辰已法律研究所、2005年）
- 米谷達也・石田浩一・斉藤浩『ロースクール適性試験バイブル 過去問再現＆詳解 平成17年度版』（辰已法律研究所、2006年）
- 米谷達也・石田浩一・斉藤浩『ロースクール適性試験バイブル 過去問再現＆詳解 平成18年度版』（辰已法律研究所、2007年）
- 米谷達也・石田浩一・斉藤浩『ロースクール適性試験バイブル 過去問再現＆詳解 平成19年度版』（辰已法律研究所、2008年）
- 米谷達也・石田浩一・斉藤浩『ロースクール適性試験バイブル 過去問再現＆詳解 2009年対策』（辰已法律研究所、2008年）
- 米谷達也・石田浩一・斉藤浩『ロースクール適性試験パーフェクト 分析＆解き方本 2011年向け』（辰已法律研究所、2009年）
- 米谷達也・石田浩一・斉藤浩『ロースクール適性試験パーフェクト 分析＆解き方本 2012年入学者向け』（辰已法律研究所、2011年）

##### DVDブック
- 米谷達也・石田浩一『法科大学院適性試験 2010年度受験版 最速の解法 大学入試センター版』（プリパス知恵の館文庫、2010年）
- 米谷達也・石田浩一『法科大学院適性試験 2010年度受験版 最速の解法 日弁連法務研究財団版』（プリパス知恵の館文庫、2010年）
- 米谷達也・石田浩一『法科大学院適性試験 2011年度受験版 最速の解法 日弁連法務研究財団版』（プリパス知恵の館文庫、2010年）

#### 法科大学院個別の小論文試験

##### 学習書
- 後藤守男・米谷達也・石田浩一『ロースクール［法科大学院］小論文試験 徹底対策』（日本能率協会マネジメントセンター、2003年）
- 米谷達也・石田浩一『ロースクール小論文 試練の十番勝負』（辰已法律研究所、2005年）

##### 過去問解説
- 米谷達也・石田浩一『ロースクール小論文バイブル 2004年1-3月実施版』（辰已法律研究所、2004年）
- 米谷達也・石田浩一『ロースクール小論文バイブルコンパクト 2004年8-11月実施版』（辰已法律研究所、2005年）
- 米谷達也・石田浩一『法科大学院小論文 闘う25題』（辰已法律研究所、2006年）
- 米谷達也・石田浩一『2008年度版 法科大学院小論文 闘う25題』（辰已法律研究所、2007年）
- 米谷達也・石田浩一『2009年度版 法科大学院小論文 闘う25題』（辰已法律研究所、2008年）
- 米谷達也・石田浩一『2010年度版 法科大学院小論文 闘う25題』（辰已法律研究所、2009年）
- 米谷達也・石田浩一『2011年度版 法科大学院小論文 闘う20題』（辰已法律研究所、2010年）

#### 司法試験予備試験（一般教養）
- 米谷達也・石田浩一『司法試験予備試験サンプル問題 一般教養 最速の解法』（プリパス知恵の館文庫、2010年）

#### 法科大学院生活
- 大宮フロンティアロースクール1期生有志『ロースクールの挑戦』（幻冬舎ルネッサンス、2005年）

### 理工学書
- 『パラメータを視る 変数と図形表現』（現代数学社、2008年）
- 米谷達也・斉藤浩『大学数学への道 受験だけの数学で終わらせないために』（現代数学社、2013年）

### 人文・教育書
- 栗田哲也・米谷達也『反きれいごと学力論』（日本教育システム開発協会、2009年）

### 論理・ビジネス関係
- 『仕事に克つ論理力』（ライブドアパブリッシング、2005年）
- 『ロジックで解く知的遊戯1論理解法ルービックキューブ』（日本論理教育学会、2010年）
- 『ロジックで解く知的遊戯2論理解法メガミンクス』（日本論理教育学会、2010年）
- 日本論理検定協会編『ロジック検定公式ガイドブック』（現代数学社、2010年）

## 著書（別人名義）

### 算数仮面名義
- 初代算数仮面・二代目算数仮面『算数仮面 殿堂入りの算数vol.1 数量・特殊算編』（日本教育システム開発協会、2009年）
- 初代算数仮面・二代目算数仮面『算数仮面 殿堂入りの算数vol.2 図形編』（日本教育システム開発協会、2009年）
- 初代算数仮面・二代目算数仮面『算数仮面 秒殺の世界vol.1 数量・特殊算編』（日本教育システム開発協会、2009年）
- 初代算数仮面・二代目算数仮面『算数仮面 秒殺の世界vol.2 図形編』（日本教育システム開発協会、2009年）
- 初代算数仮面・二代目算数仮面『解法の連写術vol.1 思考過程編』（プリパス知恵の館文庫、2010年）
- 初代算数仮面・二代目算数仮面『解法の連写術vol.2 変化過程編』（プリパス知恵の館文庫、2010年）
- 初代算数仮面・二代目算数仮面『闘う算数ヘビー級講座5年生』（プリパス知恵の館文庫、2011年）ISBN 9784904868744
- 初代算数仮面・二代目算数仮面『闘う算数ヘビー級講座6年生』（プリパス知恵の館文庫、2011年）ISBN 9784904868751
- 初代算数仮面・二代目算数仮面『闘う算数ジュニアヘビー級講座5年生』（プリパス知恵の館文庫、2011年）ISBN 9784904868720
- 初代算数仮面・二代目算数仮面『闘う算数ジュニアヘビー級講座6年生』（プリパス知恵の館文庫、2011年）ISBN 9784904868737
- 初代算数仮面・二代目算数仮面『算数MANIA』（現代数学社、2017年）

### 数理哲人名義

#### 現代数学社（DVDブック）
- 米谷達也監修・数理哲人著『数理哲人の闘う東大数学'09』（現代数学社、2009年）
- 米谷達也監修・数理哲人著『数理哲人の闘う東大数学'10』（現代数学社、2010年）
- 米谷達也監修・数理哲人著『数理哲人の闘う東大数学'11』（現代数学社、2011年）
- 米谷達也監修・数理哲人著『数理哲人の闘う京大数学'10』（現代数学社、2010年）
- 米谷達也監修・数理哲人著『数理哲人の闘う京大数学'11』（現代数学社、2011年）
- 米谷達也監修・数理哲人著『数理哲人の闘う阪大数学'10』（現代数学社、2010年）
- 米谷達也監修・数理哲人著『数理哲人の闘う阪大数学'11』（現代数学社、2011年）

#### 現代数学社（単行本）
- 米谷達也・数理哲人著『含意命題の探究』（現代数学社、2018年）
- 野村建斗・数理哲人著『競技数学アスリートをめざそう(1)代数編』（現代数学社、2018年）
- 野村建斗・数理哲人著『競技数学アスリートをめざそう(2)組合せ編』（現代数学社、2018年）
- 野村建斗・数理哲人著『競技数学アスリートをめざそう(3)幾何編』（現代数学社、2018年）
- 野村建斗・数理哲人著『競技数学アスリートをめざそう(4)数論編』（現代数学社、2018年）
- 米谷達也・数理哲人著『新版 パラメータを視る 変数と図形表現』（現代数学社、2022年）

#### 技術評論社（単行本）
- 数理哲人著『数学オリンピックの表彰台に立て！〜予選100問＋オリジナル12問で突破〜』（技術評論社、2018年）
- 数理哲人著『味わう数学～世界は数学でできている～』（技術評論社、2021年）
- 数理哲人著『波と多項式を架橋する～異分野が響きあう，数学史を奏でる講義～』（技術評論社、2022年）

#### 啓林館（単行本）
- 竹内英人・数理哲人・川口正司・宮崎興治著『授業力をみがく 高校数学編』（啓林館、2020年）

#### 知恵の館文庫

##### 数学格闘技
- 『数学格闘技 第壱(1)巻〜第玖(9)巻』（プリパス知恵の館文庫、2010年）

##### 特訓ドリル
- 特訓ドリル『D11場合の数・確率』『D12三角比・図形と計量』『D13証明法』『D14整数』『D15不等式』『D16場合分け・絶対値』（プリパス知恵の館文庫、2010年）
- 特訓ドリル『D21軌跡・領域』『D22三角関数・指数対数関数』『D232次3次関数の有名事実』『D24接線』『D25数列・漸化式』『D26数学的帰納法』『D27ベクトル』『D28複素数』（プリパス知恵の館文庫、2010年）
- 特訓ドリル『D31極限・微分』『D32積分計算』『D33グラフ描画』『D34有名曲線の面積・体積・弧長』『D352次曲線・極方程式』『D36はさみうちの原理』『D37関数方程式』『D38行列の線形計算』（プリパス知恵の館文庫、2010年）

##### 数学の思考回路
- 米谷達也著・数理哲人補訂『数学の思考回路シリーズ (Thinking Circuit of Mathematics) TCOM01 数と式・2次関数・場合の数・確率・数列・整数・不等式』（プリパス知恵の館文庫、2011年）
- 米谷達也著・数理哲人補訂『数学の思考回路シリーズ (Thinking Circuit of Mathematics) TCOM02 図形と式・軌跡と領域・三角関数・指数対数関数・ベクトル・複素数』（プリパス知恵の館文庫、2011年）
- 米谷達也著・数理哲人補訂『数学の思考回路シリーズ (Thinking Circuit of Mathematics) TCOM03 微分法・積分法・曲線・行列』（プリパス知恵の館文庫、2011年）

##### 数学黙示録
- 数学黙示録『第1巻 数と式の性質』『第2巻 方程式と不等式』『第3巻 場合の数と確率』『第4巻 図形と関数』『第5巻 図形と方程式』『第6巻 整関数の微積分』『第7巻 数列と帰納法』『第8巻 ベクトルと空間』『第9巻 曲線と曲面』『第10巻 極限の概念』『第11巻 微分法の概念』（プリパス知恵の館文庫、2010年）
- 数学黙示録『第12巻 積分法の概念』『第13巻 微積分法の応用』『第14巻 線形代数』（プリパス知恵の館文庫、2011年）

##### 証明問題金網デスマッチ
- 証明問題500問金網デスマッチ『第1巻』『第2巻』『第3巻』『第4巻』『第5巻』（プリパス知恵の館文庫、2013年）
- 証明問題・金網デスマッチ叢書『第1巻 数と式・式と証明』『第2巻 図形・関数』『第3巻 整数の性質』『第4巻 数列・微積分』『第5巻 図形と式・ベクトル・複素数』『第6巻 極限・微分・積分』（プリパス知恵の館文庫、2016年）

##### The王道
- 竹内英人・数理哲人『The王道 数学の正しい学び方＆教え方』（プリパス知恵の館文庫、2017年）ISBN 9784865513776
- 栗田哲也・米谷達也『The王道 反（アンチ）きれいごと学力論』（プリパス知恵の館文庫、2017年）ISBN 9784865513783
- 米谷達也・数理哲人『The王道 遊歴算家の証言1』（プリパス知恵の館文庫、2017年）ISBN 9784865513790
- 米谷達也・数理哲人『The王道 知恵の館文庫の活用法』（プリパス知恵の館文庫、2017年）ISBN 9784865513806
- 数理哲人『The王道 含意命題の探究』（プリパス知恵の館文庫、2017年）ISBN 9784865513820
- 数理哲人・養賢ゼミナール『The王道 みちのくの旅』（プリパス知恵の館文庫、2017年）ISBN 9784865513837
- 数理哲人・シヴァ神『The王道 数学のことばVS教育のことば』（プリパス知恵の館文庫、2017年）
- 数理哲人『The王道 遊歴算家の証言2』（プリパス知恵の館文庫、2017年）
- 数理哲人・前川直哉『The王道 ふくしま学びのネットワークの挑戦』（プリパス知恵の館文庫、2018年）
- 繁泉祐幸『The王道S5式メタ認知型～学習編』（プリパス知恵の館文庫、2018年）
- 繁泉祐幸『The王道S5式メタ認知型～指導編』（プリパス知恵の館文庫、2018年）
- 数理哲人『The王道遊歴算家の証言3』数理哲人（プリパス知恵の館文庫、2019年）
- 石田浩一・数理哲人『The王道自己学習力で未来を拓く』（プリパス知恵の館文庫、2019年）
- 中澤春雄・数理哲人『The王道数学愛の告白』（プリパス知恵の館文庫、2019年）
- 英語仮面・数理哲人『The王道サバイバルイングリッシュ』（プリパス知恵の館文庫、2019年）
- 数理哲人『The王道遊歴算家百人一首』（プリパス知恵の館文庫、2019年）
- 数理哲人『The王道遊歴算家の証言4』（プリパス知恵の館文庫、2020年）
- シヴァ神・数理哲人『The王道数学を奏でる授業』（プリパス知恵の館文庫、2020年）
- 数理哲人『The王道遊歴算家の証言5～令和2年新型コロナ危機特集』（プリパス知恵の館文庫、2020年）
- 数理哲人『The王道新数学教育観に応答する学び1』（プリパス知恵の館文庫、2020年）
- 数理哲人『The王道遊歴算家の証言Ⅵ～続・令和2年新型コロナ危機特集』（プリパス知恵の館文庫、2020年）
- 数理哲人『The王道沖縄県の高校生に育む闘魂1本島編』（プリパス知恵の館文庫、2020年）
- 栗田哲也・数理哲人『The王道反きれいごと学力論2』（プリパス知恵の館文庫、2020年）
- 数理哲人『The王道遊歴算家の証言7～オンライン・コロナ・作問』（プリパス知恵の館文庫、2020年）
- 数理哲人『The王道新数学観の地平を拓く1』（プリパス知恵の館文庫、2020年）
- 沖縄学びのネットワーク数学部会『The王道新数学観の地平を拓く2～模擬問題』（プリパス知恵の館文庫、2020年）
- 数理哲人『The王道気仙沼高校に育む闘魂1』（プリパス知恵の館文庫、2020年）
- 数理哲人『The王道気仙沼高校に育む闘魂2』（プリパス知恵の館文庫、2020年）
- 冨山勝敏・数理哲人『The王道倒されても這い上がる不屈の闘魂』（プリパス知恵の館文庫、2020年）
- 数理哲人『The王道社会的知識 VS 数学的知識1』（プリパス知恵の館文庫、2020年）
- シヴァ神・マスクドツル・数理哲人『The王道新数学教育観に応答する学び2』（プリパス知恵の館文庫、2020年）
- 岡安實・数理哲人『The王道数学格闘力の根底』（プリパス知恵の館文庫、2020年）
- 数理哲人『The王道遊歴算家の証言2020緊急事態～新しい生活様式』（プリパス知恵の館文庫、2021年）
- 数理哲人『The王道社会的知識 VS 数学的知識2@下関南高校』（プリパス知恵の館文庫、2021年）
- 数理哲人『The王道社会的知識 VS 数学的知識3@気仙沼高校』（プリパス知恵の館文庫、2021年）
- 加藤英一・加藤富子・数理哲人『The王道気仙沼望洋物語～あのときの決断』（プリパス知恵の館文庫、2021年）
- 梅光仮面・数理哲人『The王道問題づくりの風景1理論編』（プリパス知恵の館文庫、2021年）
- 梅光仮面・数理哲人『The王道問題づくりの風景3実践編』（プリパス知恵の館文庫、2021年）
- 数理哲人『The王道沖縄県の高校生に育む闘魂2宮古島編』（プリパス知恵の館文庫、2021年）
- 数理哲人『The王道下関南高校に育む闘魂1』（プリパス知恵の館文庫、2021年）
- 数理哲人『The王道数学を奏でるための数楽譜1@那覇』（プリパス知恵の館文庫、2021年）
- 数理哲人『The王道数学を奏でるための数楽譜2@福島』（プリパス知恵の館文庫、2021年）
- マスクドインフィニティ・数理哲人『The王道インフィニティ進学スクール＆令和知恵の館』（プリパス知恵の館文庫、2021年）
- 数理哲人『The王道気仙沼高校に育む闘魂3～理系数学3の核心』（プリパス知恵の館文庫、2021年）
- 英語仮面＋数理哲人『The王道英語・数学 共通テストの研究』（プリパス知恵の館文庫、2021年）
- 数理哲人『The王道遊歴算家の証言8～第2次・第3次緊急事態宣言』（プリパス知恵の館文庫、2021年）
- 数理哲人『The王道深く耕す学びへ1@気仙沼高校』（プリパス知恵の館文庫、2021年）
- 数理哲人『The王道深く耕す学びへ2@福島東高校』（プリパス知恵の館文庫、2021年）
- 数理哲人・梵逍遥『The王道女子の競技数学』（プリパス知恵の館文庫、2021年）
- 村上聡梧・数理哲人『The王道世界の競技数学～遊歴の旅1代数編』（プリパス知恵の館文庫、2021年）
- 村上聡梧・数理哲人『The王道世界の競技数学～遊歴の旅2組合せ編』（プリパス知恵の館文庫、2021年）
- 村上聡梧・数理哲人『The王道世界の競技数学～遊歴の旅3幾何編』（プリパス知恵の館文庫、2021年）
- 村上聡梧・数理哲人『The王道世界の競技数学～遊歴の旅4数論編』（プリパス知恵の館文庫、2021年）
- 数理哲人『The王道下関南高校に育む闘魂2』（プリパス知恵の館文庫、2021年）
- 数理哲人『The王道視野を拡げる別解MANIA』（プリパス知恵の館文庫、2021年）
- 数理哲人『The王道殿堂入りの名問&板書美術館1』（プリパス知恵の館文庫、2021年）
- 数理哲人『The王道殿堂入りの名問&板書美術館2』（プリパス知恵の館文庫、2021年）
- 数理哲人『The王道論理で闘う1総論』（プリパス知恵の館文庫、2021年）
- 数理哲人『The王道論理で闘う2場合の数と確率』（プリパス知恵の館文庫、2021年）
- 数理哲人『The王道論理で闘う3整数論』（プリパス知恵の館文庫、2022年）
- 数理哲人『The王道論理で闘う4図形と関数』（プリパス知恵の館文庫、2022年）
- 数理哲人『The王道論理で闘う5図形と方程式・ベクトル』（プリパス知恵の館文庫、2022年）
- 数理哲人『The王道論理で闘う6数列』（プリパス知恵の館文庫、2022年）
- 数理哲人『The王道沖縄県の高校生に育む闘魂3石垣島編』（プリパス知恵の館文庫、2022年）
- 小林隆章・シヴァ神・マスクドツル・数理哲人『The王道新数学教育観に応答する学び3』（プリパス知恵の館文庫、2022年）
- 数理哲人『The王道遊歴算家の証言9～第4次緊急事態宣言』（プリパス知恵の館文庫、2022年）
- 岡安實・数理哲人『The王道数学格闘力の根底2』（プリパス知恵の館文庫、2022年）
- シヴァ神『The王道遊歴算家の証言10～あとがき稼業』（プリパス知恵の館文庫、2022年）
- 数理哲人『The王道美しきローリングソバット（回し蹴りの数学）』（プリパス知恵の館文庫、2022年）
- 数理哲人『The王道数学を奏でるための数楽譜3&板書美術館@山形』（プリパス知恵の館文庫、2022年）
- 数理哲人『The王道数学を奏でるための数楽譜4&板書美術館@宮城』（プリパス知恵の館文庫、2022年）
- 数理哲人『The王道数理哲人説教集1自己管理編』（プリパス知恵の館文庫、2022年）
- 数理哲人『The王道数理哲人説教集2数学規範編』（プリパス知恵の館文庫、2022年）
- 数理哲人『The王道数理哲人説教集3数学指導編』（プリパス知恵の館文庫、2022年）
- 数理哲人『The王道世界は数学に満ちている1』（プリパス知恵の館文庫、2022年）
- 数理哲人『The王道世界は数学に満ちている2』（プリパス知恵の館文庫、2022年）
- 数理哲人『The王道フィボナッチ数列の研究＆板書美術館』（プリパス知恵の館文庫、2022年）
- 数理哲人『The王道チェビシェフ多項式の研究＆板書美術館』（プリパス知恵の館文庫、2022年）
- 数理哲人『The王道母関数の研究＆板書美術館』（プリパス知恵の館文庫、2022年）
- 数理哲人『The王道背理法の研究＆板書美術館』（プリパス知恵の館文庫、2022年）
- 数理哲人『The王道数学的帰納法の研究＆板書美術館』（プリパス知恵の館文庫、2022年）
- 数理哲人『The王道遊歴算家の証言11～2022前半の遊歴』（プリパス知恵の館文庫、2022年）
- 数理哲人『The王道論理で闘う7極限と微分』（プリパス知恵の館文庫、2022年）
- 数理哲人『The王道論理で闘う8積分法』（プリパス知恵の館文庫、2022年）
- シヴァ神・黒岩虎雄『The王道共通テスト数学における質的変化の研究2』（プリパス知恵の館文庫、2022年）
- 黒岩虎雄『The王道暗闇の虎からの叱咤激励』（プリパス知恵の館文庫、2022年）
- 数理哲人『The王道変数と図形表現Complete講義＆板書美術館』（プリパス知恵の館文庫、2022年）
- 数理哲人『The王道変数と図形表現Extension講義＆板書美術館』（プリパス知恵の館文庫、2022年）
- 山浦義彦・数理哲人『The王道数学を教えるということ1』（プリパス知恵の館文庫、2022年）
- 数理哲人『The王道漸化式で数える＆板書美術館』（プリパス知恵の館文庫、2022年）
- 数理哲人『The王道値域と軌跡の研究＆板書美術館』（プリパス知恵の館文庫、2022年）
- 数理哲人『The王道存在範囲と領域の研究＆板書美術館』（プリパス知恵の館文庫、2022年）
- 数理哲人『The王道代数的不等式と解析的不等式＆板書美術館』（プリパス知恵の館文庫、2022年）
- 数理哲人『The王道複素数平面と反転の研究＆板書美術館』（プリパス知恵の館文庫、2022年）
- 数理哲人『The王道媒介変数表示と極方程式の研究＆板書美術館』（プリパス知恵の館文庫、2022年）
- 数理哲人『The王道体積の研究＆板書美術館』（プリパス知恵の館文庫、2022年）
- 数理哲人『The王道中学生からの競技数学』（プリパス知恵の館文庫、2022年）
- 数理哲人『The王道大学数学への道　動画講義録＆板書美術館』（プリパス知恵の館文庫、2022年）
- 数理哲人『The王道俺の数学100回到達記念号』（プリパス知恵の館文庫、2022年）
- 数理哲人『The王道算数MANIA　動画講義録＆板書美術館』（プリパス知恵の館文庫、2022年）
- 数理哲人『The王道数列入り組合せ論の研究＆板書美術館』（プリパス知恵の館文庫、2022年）
- 数理哲人『The王道数列入り確率の研究＆板書美術館』（プリパス知恵の館文庫、2022年）
- 数理哲人『The王道数列入り整数論の研究＆板書美術館』（プリパス知恵の館文庫、2022年）
- Rani F ＋知恵の館美術部『The王道遊歴算家肖像画美術館』（プリパス知恵の館文庫、2022年）
- 小林隆章・シヴァ神・マスクドツル・数理哲人『The王道新数学教育観に応答する学び4』（プリパス知恵の館文庫、2022年）
- 数理哲人『The王道共通テスト数学バイブル1』（プリパス知恵の館文庫、2022年）
- 数理哲人『The王道共通テスト数学バイブル2』（プリパス知恵の館文庫、2022年）
- 数理哲人『The王道沖縄県の高校生に育む闘魂4久米島編』（プリパス知恵の館文庫、2023年）
- 数理哲人『The王道遊歴算家の証言12～2022後半の遊歴』（プリパス知恵の館文庫、2023年）
- 数理哲人『The王道数理哲人説教集4闘魂注入編』（プリパス知恵の館文庫、2023年）
- 数理哲人『The王道最難関理系数学の要求水準と問題意識』（プリパス知恵の館文庫、2023年）
- 数理哲人『The王道数学を奏でる指導 vol.12』（プリパス知恵の館文庫、2023年）
- 数理哲人『The王道深く耕す学びへ3＠佐沼高校』（プリパス知恵の館文庫、2023年）
- 繁泉祐幸『The王道Ｓ５式メタ認知型～言語化試論』（プリパス知恵の館文庫、2023年）
- 数理哲人『The王道世界は数学に満ちている3』（プリパス知恵の館文庫、2023年）
- 山浦義彦研究室・数理哲人『The王道数学を教えるということ2』（プリパス知恵の館文庫、2023年）
- ChatGTP 4 ・数理哲人『The王道人工知能との対話 2023』（プリパス知恵の館文庫、2023年）
- 前田高士・数理哲人『The王道遊歴算家と研究者の高大連携1』（プリパス知恵の館文庫、2023年）
- 前田高士・数理哲人『The王道遊歴算家と研究者の高大連携2』（プリパス知恵の館文庫、2023年）
- 数理哲人『The王道教科書からの数学ⅠＡ』（プリパス知恵の館文庫、2023年）
- 数理哲人『The王道教科書からの数学Ⅱ』（プリパス知恵の館文庫、2023年）
- 数理哲人『The王道教科書からの数学ＢＣ』（プリパス知恵の館文庫、2023年）
- 数理哲人『The王道教科書からの数学Ⅲ』（プリパス知恵の館文庫、2023年）
- 数理哲人『The王道NexTstep数学1』（プリパス知恵の館文庫、2023年）
- 数理哲人『The王道NexTstep数学2』（プリパス知恵の館文庫、2023年）
- 数理哲人『The王道NexTstep数学3』（プリパス知恵の館文庫、2023年）
- 数理哲人『The王道覚えない数学1』（プリパス知恵の館文庫、2023年）
- 数理哲人『The王道覚えない数学2』（プリパス知恵の館文庫、2023年）
- 数理哲人『The王道数学ルチャ祭り』（プリパス知恵の館文庫、2023年）
- 数理哲人『The王道特訓ドリル1』（プリパス知恵の館文庫、2023年）
- 数理哲人『The王道特訓ドリル2』（プリパス知恵の館文庫、2023年）
- 数理哲人『The王道特訓ドリル3』（プリパス知恵の館文庫、2023年）
- 数理哲人『The王道深彫りする数学』（プリパス知恵の館文庫、2023年）
- 数理哲人『The王道４次元殺法の思考回路1』（プリパス知恵の館文庫、2023年）
- 数理哲人『The王道４次元殺法の思考回路2』（プリパス知恵の館文庫、2023年）
- 数理哲人『The王道４次元殺法の思考回路3』（プリパス知恵の館文庫、2023年）
- 数理哲人『The王道琉球大学への数学（復刻版）』（プリパス知恵の館文庫、2023年）
- 数理哲人『The王道共通テスト数学バイブル3』（プリパス知恵の館文庫、2023年）
- 数理哲人『The王道遊歴算家の証言13～2023前半の遊歴』（プリパス知恵の館文庫、2023年）
- 数理哲人『The王道競技数学への道1 JMO予選編』（プリパス知恵の館文庫、2023年）
- 数理哲人『The王道競技数学への道2 JMO2000-09予選編』（プリパス知恵の館文庫、2023年）
- 数理哲人『The王道競技数学への道3 JMO1990-99予選編』（プリパス知恵の館文庫、2023年）
- 数理哲人『The王道競技数学への道4 JMO2010-13予選編』（プリパス知恵の館文庫、2023年）
- 数理哲人『The王道競技数学への道5 IMOメダリストとのタッグ編』（プリパス知恵の館文庫、2023年）
- 数理哲人『The王道競技数学への道6 続IMOメダリストとのタッグ編』（プリパス知恵の館文庫、2023年）
- 数理哲人『The王道競技数学への道7 JJMO&JMO編』（プリパス知恵の館文庫、2023年）
- 数理哲人『The王道競技数学への道8 競技数学ゼミ編＠埼玉／＠沖縄』（プリパス知恵の館文庫、2023年）
- 数理哲人『The王道黄金と暗闇の数学』（プリパス知恵の館文庫、2023年）
- 数理哲人『The王道知恵の館文庫の活用法2』（プリパス知恵の館文庫、2023年）
- 数理哲人『The王道九州大への数学（復刻版）』（プリパス知恵の館文庫、2023年）
- 数理哲人『The王道一橋大への数学（復刻版）』（プリパス知恵の館文庫、2023年）
- 数理哲人『The王道東工大への数学（復刻版）』（プリパス知恵の館文庫、2023年）
- 数理哲人『The王道京都大学への数学1（復刻版）』（プリパス知恵の館文庫、2023年）
- 数理哲人『The王道京都大学への数学2（復刻版）』（プリパス知恵の館文庫、2023年）
- 数理哲人『The王道東北大学への数学1（復刻版）』（プリパス知恵の館文庫、2023年）
- 数理哲人『The王道東北大学への数学2（復刻版）』（プリパス知恵の館文庫、2023年）
- 数理哲人『The王道東北大学への数学3（復刻版）』（プリパス知恵の館文庫、2023年）
- 数理哲人『The王道東北大学への数学4（復刻版）』（プリパス知恵の館文庫、2023年）
- 数理哲人『The王道東北大学への数学5（復刻版）』（プリパス知恵の館文庫、2023年）
- 数理哲人『The王道東北大学への数学6（復刻版）』（プリパス知恵の館文庫、2023年）
- 数理哲人『The王道競技数学における関数方程式』（プリパス知恵の館文庫、2023年）
- 数理哲人『The王道競技数学への道9 競技数学の基礎体力』（プリパス知恵の館文庫、2023年）
- 米谷達也・数理哲人『The王道論理解法ルービックキューブ＆メガミンクス』（プリパス知恵の館文庫、2023年）
- 数理哲人『The王道［復刻版］月刊算数仮面／月刊数理哲人／月刊俺の数学』（プリパス知恵の館文庫、2023年）
- 数理哲人『The王道世界は数学に満ちている4』（プリパス知恵の館文庫、2023年）
- 数理哲人『The王道世界は数学に満ちている5』（プリパス知恵の館文庫、2023年）
- 数理哲人『The王道秒殺短答式数学キレッキレの研究』（プリパス知恵の館文庫、2023年）
- 数理哲人『The王道実学志向の数学』（プリパス知恵の館文庫、2023年）
- 数理哲人『The王道遊歴算家の証言14～2023後半の遊歴』（プリパス知恵の館文庫、2024年）
- 数理哲人『The王道最難関理系数学の要求水準と問題意識2ジュニア版』（プリパス知恵の館文庫、2024年）
- 数理哲人『The王道世界は数学に満ちている6』（プリパス知恵の館文庫、2024年）
- 数理哲人『The王道魂を燃やす数学教育1＠養賢フォーラム』（プリパス知恵の館文庫、2024年）
- 数理哲人『The王道魂を燃やす数学教育2＠沖縄県私学教育振興会』（プリパス知恵の館文庫、2024年）
- 数理哲人『The王道魂を燃やす数学教育3＠おきなわ学びのネットワーク』（プリパス知恵の館文庫、2024年）
- 数理哲人『The王道魂を燃やす数学教育4＠津々浦々』（プリパス知恵の館文庫、2024年）
- 数理哲人『The王道夢をかなえる数学勉強法1＠福島県』（プリパス知恵の館文庫、2024年）
- 数理哲人『The王道夢をかなえる数学勉強法2＠首都圏』（プリパス知恵の館文庫、2024年）
- 数理哲人『The王道夢をかなえる数学勉強法3＠津々浦々』（プリパス知恵の館文庫、2024年）
- 白虎仮面・数理哲人『The王道会津の虎 白虎仮面の挑戦』（プリパス知恵の館文庫、2024年）
- 数理哲人『The王道東大文科への数学 40 years complete edition』（プリパス知恵の館文庫、2024年）
- 数理哲人『The王道東大理科への数学 40 years complete edition 1～4』（プリパス知恵の館文庫、2024年）
- 数理哲人『The王道東大理科への数学 40 years complete edition 5～8』（プリパス知恵の館文庫、2024年）
- 数理哲人『The王道東大理科への数学 40 years complete edition 9～12』（プリパス知恵の館文庫、2024年）
- 数理哲人『The王道東大・京大・東工大　最難関の数学研究』（プリパス知恵の館文庫、2024年）
- 山浦義彦研究室・数理哲人『The王道数学を教えるということ3』（プリパス知恵の館文庫、2024年）
- 数理哲人『The王道自家薬籠中の数学1～8』（プリパス知恵の館文庫、2024年）
- 数理哲人『The王道自家薬籠中の数学9～16』（プリパス知恵の館文庫、2024年）
- 数理哲人『The王道自家薬籠中の数学17～22』（プリパス知恵の館文庫、2024年）
- 数理哲人『The王道自家薬籠中の数学23～28』（プリパス知恵の館文庫、2024年）
- 数理哲人『The王道モノグラフ探究編～整数と数列』（プリパス知恵の館文庫、2024年）
- 数理哲人『The王道モノグラフ探究編～確率と数列』（プリパス知恵の館文庫、2024年）
- 数理哲人『The王道モノグラフ探究編～関数と解析』（プリパス知恵の館文庫、2024年）
- 数理哲人『The王道モノグラフ探究編～解析幾何』（プリパス知恵の館文庫、2024年）
- 数理哲人『The王道モノグラフ探究編～複素数平面』（プリパス知恵の館文庫、2024年）

##### 数学オリンピック・競技数学への道
- 競技数学への道『vol.1入門編』『vol.2組合せ』『vol.3整数論』『vol.4幾何学』（プリパス知恵の館文庫、2013年）
- 競技数学への道『vol.5代数』『vol.6組合せ』『vol.7幾何学』『vol.8数論』（プリパス知恵の館文庫、2013年）
- 競技数学への道『vol.9代数』『vol.10組合せ』『vol.11幾何学』『vol.12数論』（プリパス知恵の館文庫、2014年）
- 競技数学への道『vol.13代数』『vol.14組合せ』『vol.15幾何学』『vol.16数論』（プリパス知恵の館文庫、2014年）
- 数理哲人・野村建斗『競技数学への道vol.17代数』『vol.18組合せ』『vol.19幾何学』『vol.20数論』（プリパス知恵の館文庫、2015年）
- 数理哲人・野村建斗『競技数学への道vol.21代数』『vol.22組合せ』『vol.23幾何学』『vol.24数論』（プリパス知恵の館文庫、2016年）

##### モノグラフ講義録
- モノグラフ講義録『M001ユークリッド互除法』『M002固有値問題』『M003円錐曲線』（プリパス知恵の館文庫、2013年）
- モノグラフ講義録『M004媒介変数表示』『M005極方程式』『M006軌跡と領域』『M007フィボナッチ数列』『M008素数』『M009互いに素』『M010空間ベクトル』（プリパス知恵の館文庫、2014年）
- モノグラフ講義録『M011不定方程式』『M012剰余類と合同算術』『M013数え上げの技術』『M014組合せ論的確率』『M015チェビシェフ多項式』『M016図形の通過領域』『M017数学ルチャ祭り』『M018確率と漸化式』『M019反転』『M020双曲線関数』（プリパス知恵の館文庫、2014年）
- モノグラフ講義録『M021不連続点をもつ軌跡』『M022数列の和』『M023漸化式を解く』『M024漸化式を立てる』『M025数学的帰納法』『M026二項係数』『M027ベクトルの内積』『M028ベクトル方程式』『M029空間図形とベクトル』『M030命題論理』（プリパス知恵の館文庫、2014年）
- モノグラフ講義録『M031全称と存在』『M032背理法』『M033 2次式の数学』『M034多項式と代数方程式』『M035相加平均と相乗平均』『M036コーシー・シュワルツの不等式』『M037不等式の展覧会』『M038近似式と数値計算』『M039複素数（数の側面）』『M040複素数（図形の側面）』（プリパス知恵の館文庫、2014年）
- モノグラフ講義録『M041数列の極限』『M042関数と極限』『M043微分法とその応用』『M044積分の計算』『M045定積分と関数』『M046定積分と数列』『M047定積分と不等式』『M048はさみうちの原理』『M049級数と数値計算』『M050微分方程式』（プリパス知恵の館文庫、2014年）
- モノグラフ講義録『M051円周率』『M052Β関数とΓ関数』『M053微分積分いい気分vol1』『M054微分積分いい気分vol2』『M055求積法』『M056立体図形の体積』『M057数列で倒す整数論』『M058数列で倒す理系数学』『M059京大ルチャ数学入門』『M060有理数と無理数』（プリパス知恵の館文庫、2014年）
- モノグラフ講義録『M061合否を分ける計算力』『M062整数の性質』『M063図形の計量』『M064三次元の図形表現』『M065放物線の性質』『M066楕円の性質』『M067双曲線の性質』『M068パラメータと曲線』『M069極座標と曲線』『M070互除法と連分数』（プリパス知恵の館文庫、2014年）
- モノグラフ講義録『M071深掘りする数学1』『M072闘う数学・計算と論理1』『M073闘う数学・計算と論理2』『M074闘う数学・数列の計算1』『M075闘う数学・数列の計算2』『M076答案の読まれ方』『M077順像法と逆像法』『M078サイクロイド類』『M079曲線の弧長』『M080整数問題の対決』（プリパス知恵の館文庫、2015年）
- モノグラフ講義録『M081場合の数・確率の対決』『M082条件付き確率』『M083素数と暗号理論』『M084ピタゴラスとフェルマー』『M085データの分析』『M086融合問題の研究』『M087初等幾何による軌跡』『M088作図問題』『M089図形の変換』『M090初等幾何における空間図形』（プリパス知恵の館文庫、2015年）
- モノグラフ講義録『M091鳩の巣原理』『M092格子点の数学』『M093散布図と相関係数』『M094曲線と積分』『M095図形講話三話』『M096数学小論文1』『M097数学小論文2』『M098二項定理からの整数論』『M099解析的不等式』『M100推論と認知』（プリパス知恵の館文庫、2015年）
- モノグラフ講義録『M101複素数による図形表現』『M102ベクトルで倒す幾何学』『M103微分と積分融合問題』『M104解析的確率過程』『M105場合の数・確率エッセンス』『M106数列和・定積分エッセンス』『M107複素数平面・軌跡エッセンス』『M108連分数』『M109中学生の考えぬく数学』『M110すべては定義から始まる』（プリパス知恵の館文庫、2015年）
- モノグラフ講義録『M111確率と漸化式・新作問題』『M112確率と級数・新作問題』『M113円の数学1古典』『M114円の数学2座標』『M115円の数学3解析』『M116円の数学4増補』『M117数学公式Generator』『M118条件付き確率の新解法』『M119二次関数の多角的研究』『M120整数の剰余』（プリパス知恵の館文庫、2015年）
- モノグラフ講義録『M121整数の性質 重要問題』『M122場合の数と確率 新課程最新情勢』『M123複素数平面 重要問題』『M124微積分における論証』『M125オイラーの公式』『M126Ｎ進法』『M127極射影』『M128正多面体』『M129三次元の曲面』『M130数える数学』（プリパス知恵の館文庫、2015年）
- モノグラフ講義録『M131ユークリッド作図1』『M132ユークリッド作図2』『M133約数と倍数』『M134「1」の生成定理』『M135偶奇性・合同式』『M136存在証明』『M137確率過程』『M138確率ゲーム』『M139 n乗の魔術』『M140回転エビ固め』（プリパス知恵の館文庫、2016年）
- モノグラフ講義録『M141数学ルチャ祭り2』『M142数学ルチャ祭り3』『M143含意命題の探究』『M144階層と構造』『M145不等式と最大・最小』『M146視野を拡張・別解MANIA1』『M147視野を拡張・別解MANIA2』『M148視野を拡張・別解MANIA3』『M149深掘りする数学2』『M150深掘りする数学3』（プリパス知恵の館文庫、2016年）
- モノグラフ講義録『M151三角関数からみた複素数』『M152数える数学2』（プリパス知恵の館文庫、2017年）『M153命題と論理・証明@常円寺』『M154命題と論理・証明（詳説）』『M155コサインの大研究』『M156整数論における一般化の方法』『M157場合の数における一般化の方法』『M158競技数学的整数論』『M159競技数学的組合せ論』『M160東大数学の定番技術と名作鑑賞会』（プリパス知恵の館文庫、2018年）
- モノグラフ講義録『M161数学3の準備となる計算力』『M162幾何学の総合格闘技』『M163整数講話三話』（プリパス知恵の館文庫、2018年）『M164医学部への数学1』『M165東大・東工大図形数学』『M166東大理系数学の拡張』『M167幾何講話三話』『M168医学部への数学2』『M169eの数学』『M170piの数学』（プリパス知恵の館文庫、2019年）
- モノグラフ講義録『M171iの数学』（プリパス知恵の館文庫、2019年）

##### 数学を奏でる指導・ボックスセット
- 数理哲人『数学を奏でる指導volume1〜11理系数学添削指導120セットの記録』（プリパス知恵の館文庫、2021年）
- 元ちび仮面・数理哲人『数学を奏でる指導答案集volume1～5』（プリパス知恵の館文庫、2021年）

##### 東大への数学・分野別
- 『東大理科への数学30年コンプリート1985-2014 第1巻 関数・方程式編』（プリパス知恵の館文庫、2014年）ISBN 9784865511314
- 『東大理科への数学30年コンプリート1985-2014 第2巻 図形編』（プリパス知恵の館文庫、2014年）ISBN 9784865511321
- 『東大理科への数学30年コンプリート1985-2014 第3巻 確率編』（プリパス知恵の館文庫、2014年）ISBN 9784865511338
- 『東大理科への数学30年コンプリート1985-2014 第4巻 整数編』（プリパス知恵の館文庫、2014年）ISBN 9784865511345
- 『東大理科への数学30年コンプリート1985-2014 第5巻 数列編』（プリパス知恵の館文庫、2014年）ISBN 9784865511352
- 『東大理科への数学30年コンプリート1985-2014 第6巻 複素数平面編』（プリパス知恵の館文庫、2014年）ISBN 9784865511369
- 『東大理科への数学30年コンプリート1985-2014 第7巻 曲線編』（プリパス知恵の館文庫、2014年）ISBN 9784865511376
- 『東大理科への数学30年コンプリート1985-2014 第8巻 極限編』（プリパス知恵の館文庫、2014年）ISBN 9784865511383
- 『東大理科への数学30年コンプリート1985-2014 第9巻 微分・積分編』（プリパス知恵の館文庫、2014年）ISBN 9784865511390
- 『東大理科への数学30年コンプリート1985-2014 第10巻 体積編』（プリパス知恵の館文庫、2014年）ISBN 9784865511406
- 『東大理科への数学30年コンプリート1985-2014 第11巻 不等式編』（プリパス知恵の館文庫、2014年）ISBN 9784865511413
- 『東大理科への数学30年コンプリート1985-2014 第12巻 線形代数編』（プリパス知恵の館文庫、2014年）
- 『東大文科への数学30年コンプリート1985-2014 第1巻 関数編』（プリパス知恵の館文庫、2014年）ISBN 9784865511253
- 『東大文科への数学30年コンプリート1985-2014 第2巻 整数編』（プリパス知恵の館文庫、2014年）ISBN 9784865511260
- 『東大文科への数学30年コンプリート1985-2014 第3巻 確率編』（プリパス知恵の館文庫、2014年）ISBN 9784865511277
- 『東大文科への数学30年コンプリート1985-2014 第4巻 図形と座標編』（プリパス知恵の館文庫、2014年）ISBN 9784865511284
- 『東大文科への数学30年コンプリート1985-2014 第5巻 軌跡と領域編』（プリパス知恵の館文庫、2014年）ISBN 9784865511291
- 『東大文科への数学30年コンプリート1985-2014 第6巻 微分と積分編』（プリパス知恵の館文庫、2014年）ISBN 9784865511307

##### 東大への数学・ライブ版
- 『数理哲人講義録 東大への数学 第1巻@鳥取県立倉吉東高等学校』（プリパス知恵の館文庫、2010年）
- 『数理哲人講義録 東大への数学 第2巻@石見智翠館高等学校』（プリパス知恵の館文庫、2010年）
- 『数理哲人講義録 東大への数学 第3巻@石見智翠館高等学校』（プリパス知恵の館文庫、2010年）
- 『数理哲人講義録 東大への数学 第4巻@帝京大学高等学校』（プリパス知恵の館文庫、2010年）
- 『数理哲人講義録 東大への数学 第5巻@会津高等学校』（プリパス知恵の館文庫、2011年）
- 『数理哲人講義録 東大への数学 第6巻 証明問題の答案作成術』（プリパス知恵の館文庫、2011年）
- 『数理哲人講義録 東大への数学 第7巻@会津高等学校』（プリパス知恵の館文庫、2011年）
- 『数理哲人講義録 東大への数学 第8巻 証明法特訓』（プリパス知恵の館文庫、2011年）
- 『数理哲人講義録 東大への数学 第9巻 近時の過去問との闘い』（プリパス知恵の館文庫、2011年）
- 『数理哲人講義録 東大への数学 第10巻@会津高等学校』（プリパス知恵の館文庫、2011年）
- 『数理哲人講義録 東大への数学 第11巻 首都襲撃部隊決起集会』（プリパス知恵の館文庫、2013年）
- 『数理哲人講義録 東大への数学 第12巻 整数問題の最新傾向』（プリパス知恵の館文庫、2013年）
- 『数理哲人講義録 東大への数学 第13巻 確率の最新傾向』（プリパス知恵の館文庫、2013年）
- 『数理哲人講義録 東大への数学 第14巻 不等式の時代』（プリパス知恵の館文庫、2013年）
- 『数理哲人講義録 東大への数学 第15巻 数学的帰納法』（プリパス知恵の館文庫、2013年）
- 『数理哲人講義録 東大への数学 第16巻 さようなら数学C』（プリパス知恵の館文庫、2013年）
- 『数理哲人講義録 東大への数学 第17巻 数列からひろがる世界』（プリパス知恵の館文庫、2013年）
- 『数理哲人講義録 東大への数学 第18巻 リベンジ編』（プリパス知恵の館文庫、2013年）
- 『数理哲人講義録 東大への数学 第19巻 東大が要求する計算』（プリパス知恵の館文庫、2013年）
- 『数理哲人講義録 東大への数学 第20巻 東大への複素数平面』（プリパス知恵の館文庫、2014年）ISBN 9784907101961

##### 東北大への数学
- 『数理哲人講義録 東北大への数学 第1巻@石巻』（プリパス知恵の館文庫、2011年）
- 『数理哲人講義録 東北大への数学 第2巻@気仙沼』（プリパス知恵の館文庫、2011年）
- 『数理哲人講義録 東北大への数学 第3巻AO対策@石巻』（プリパス知恵の館文庫、2011年）
- 『数理哲人講義録 東北大への数学 第4巻 微積分中心』（プリパス知恵の館文庫、2011年）
- 『数理哲人講義録 東北大への数学 第5巻 証明問題』（プリパス知恵の館文庫、2011年）
- 『数理哲人講義録 東北大への数学 第6巻@気仙沼』（プリパス知恵の館文庫、2012年）
- 『数理哲人講義録 東北大への数学 第7巻@石巻』（プリパス知恵の館文庫、2012年）
- 『数理哲人講義録 東北大への数学 第8巻@横手』（プリパス知恵の館文庫、2012年）
- 『数理哲人講義録 東北大への数学 第9巻@気仙沼』（プリパス知恵の館文庫、2012年）
- 『数理哲人講義録 東北大への数学 第10巻AO対策@石巻』（プリパス知恵の館文庫、2012年）
- 『数理哲人講義録 東北大への数学 第11巻@石巻』（プリパス知恵の館文庫、2012年）
- 『数理哲人講義録 東北大への数学 第12巻@気仙沼』（プリパス知恵の館文庫、2013年）
- 『数理哲人講義録 東北大への数学 第13巻@気仙沼』（プリパス知恵の館文庫、2013年）
- 『数理哲人講義録 東北大への数学 第14巻AO対策@石巻』（プリパス知恵の館文庫、2013年）
- 『数理哲人講義録 東北大への数学 第15巻@気仙沼』（プリパス知恵の館文庫、2013年）ISBN 9784907101992

##### 京大への数学
- 『数理哲人講義録 京大への数学 第1巻総合@会津高校』（プリパス知恵の館文庫、2011年）
- 『数理哲人講義録 京大への数学 第2巻 整数』（プリパス知恵の館文庫、2012年）
- 『数理哲人講義録 京大への数学 第3巻 幾何学の論証』（プリパス知恵の館文庫、2013年）
- 『数理哲人講義録 京大への数学 第4巻 確率』（プリパス知恵の館文庫、2013年）
- 『数理哲人講義録 京大への数学 第5巻 微分・積分』（プリパス知恵の館文庫、2013年）
- 『数理哲人講義録 京大への数学 第6巻 数列』（プリパス知恵の館文庫、2013年）
- 『数理哲人講義録 京大への数学 第7巻 多項式・論理』（プリパス知恵の館文庫、2014年）
- 『数理哲人講義録 京大への数学 第8巻 関数・図形と方程式』（プリパス知恵の館文庫、2014年）ISBN 9784907101930
- 『数理哲人講義録 京大への数学 第9巻 ベクトル・行列』（プリパス知恵の館文庫、2014年）ISBN 9784907101947
- 『数理哲人講義録 京大への数学 第10巻 複素数・極方程式』（プリパス知恵の館文庫、2014年）ISBN 9784907101954

##### 東工大への数学
- 『数理哲人講義録 東工大への数学 第1巻 極限』（プリパス知恵の館文庫、2012年）
- 『数理哲人講義録 東工大への数学 第2巻 体積』（プリパス知恵の館文庫、2012年）
- 『数理哲人講義録 東工大への数学 第3巻 整数』（プリパス知恵の館文庫、2012年）
- 『数理哲人講義録 東工大への数学 第4巻 微積分』（プリパス知恵の館文庫、2014年）ISBN 9784865511246

##### 一橋大への数学
- 『数理哲人講義録 一橋大への数学 第1巻 確率』（プリパス知恵の館文庫、2012年）
- 『数理哲人講義録 一橋大への数学 第2巻 整数』（プリパス知恵の館文庫、2012年）
- 『数理哲人講義録 一橋大への数学 第3巻 図形・ベクトル』（プリパス知恵の館文庫、2014年）ISBN 9784865511079
- 『数理哲人講義録 一橋大への数学 第4巻 関数・数列』（プリパス知恵の館文庫、2014年）ISBN 9784865511086
- 『数理哲人講義録 一橋大への数学 第5巻 微分・積分』（プリパス知恵の館文庫、2014年）ISBN 9784865511093

##### 九州大学への数学
- 『数理哲人講義録 九州大学への数学 第1巻 文理共通分野』（プリパス知恵の館文庫、2013年）
- 『数理哲人講義録 九州大学への数学 第2巻 微分・積分＆線形代数』（プリパス知恵の館文庫、2013年）
- 『数理哲人講義録 九州大学への数学 第3巻 整数問題』（プリパス知恵の館文庫、2014年）ISBN 9784907101978

##### 琉球大学への数学
- 『数理哲人講義録 琉球大学への数学 第1巻 確率と数列』（プリパス知恵の館文庫、2015年）
- 『数理哲人講義録 琉球大学への数学 第2巻 整数と数列』（プリパス知恵の館文庫、2015年）
- 『数理哲人講義録 琉球大学への数学 第3巻 積分と不等式』（プリパス知恵の館文庫、2015年）

## 論文・雑誌投稿記事

### 法科大学院関係
- 『新司法試験合格率問題に関するロースクール生と国会議員の意見交換会』（日本評論社「法学セミナー」、2005年5月号）
- 宮澤節生・米谷達也『入学定員の一律3割削減と3,000人合格の同時かつ迅速な実施を』（日本評論社「法学セミナー」、2007年4月号）

### 数学関係
- 『全国大学数学入試問題詳解』（聖文新社）平成6年度版以降に執筆者としてクレジットされている。解答を担当している大学名は不明。
- 米谷達也・斉藤浩『大学数学と入試問題研究』（現代数学社「理系への数学」、2008年6月号から2009年5月号まで連載）

#### 書評
- 『BookGuide今月の本 入門算数学［第2版］黒木哲徳著』（現代数学社「理系への数学」、2009年7月号）

### 社会評論
- 『数学戯評 担任力』（現代数学社「理系への数学」、2010年5月号）
- 『数学戯評 競技数学』（現代数学社「理系への数学」、2010年8月号）
- 『数学戯評 よい治療は痛い』（現代数学社「理系への数学」、2010年11月号）
- 『数学戯評 知力×体力×気力』（現代数学社「理系への数学」、2011年2月号）
- 『数学戯評 ガンバレ，ニッポン』（現代数学社「理系への数学」、2011年5月号）
- 『数学戯評 担任力2 下克上編』（現代数学社「理系への数学」、2011年8月号）
- 『数学戯評 マスクマン，悪霊を追い払う』（現代数学社「理系への数学」、2011年11月号）
- 『数学戯評 東北のいま』（現代数学社「理系への数学」、2012年2月号）

### 算数仮面名義
- 初代算数仮面・二代目算数仮面『算数MANIA』（現代数学社「理系への数学」、2010年3月号から2012年3月号まで連載）

### 数理哲人名義

#### 定例出題
数学専門誌にて読者より解答を募集する出題コーナーを担当した。
- 『数理哲人見参！試練の五十番勝負』（現代数学社「理系への数学」における定例出題、2014年5月号まで連載）

#### 数学オリンピック・競技数学
自身の教室から輩出した数学オリンピックメダリストらとの共著により，数学オリンピックなどの競技数学の学習方法を記している。
- 数理哲人・野村建斗『競技数学への道』（現代数学社「現代数学」2015年9月号から2018年1月号まで連載）
- 数理哲人・村上聡梧『世界の競技数学・遊歴の旅』（現代数学社「現代数学」2018年2月号から2021年5月号まで連載）
- 数理哲人・梵逍遥『女子の競技数学〜日本代表への道』（現代数学社「現代数学」2021年6月号から2022年3月号まで連載）
- 数理哲人『中学生の競技数学～日本代表への道』（現代数学社「現代数学」2022年4月号から）

#### 高校数学
- 梅光仮面・数理哲人『「実験数学」実践報告〜福島高等学校襲撃日記』（現代数学社「現代数学」2019年10月号・11月号）

#### 書評
長岡亮介氏の複数の著作に対しての書評を数学専門誌に寄稿している。
- 『BookGuide今月の本 東大の数学入試問題を楽しむ 数学のクラシック鑑賞 長岡亮介著』（現代数学社「現代数学」、2013年7月号）
- 『BookGuide今月の本 数学再入門 長岡亮介著』（現代数学社「現代数学」、2014年8月号）
- 『BookGuide今月の本 数学の二つの心 長岡亮介著』（現代数学社「現代数学」、2018年1月号）

#### 社会評論（俺の数学）
遊歴算家（旅する数学者）として、旅と数学を結びつけながらの社会評論を数学専門誌に寄稿している。
- 俺の数学1『大事なことは覚えてはいけない』（現代数学社「現代数学」2014年7月号）
- 俺の数学2『高校生にとっての含意命題』（現代数学社「現代数学」2014年8月号）
- 俺の数学3『老獪な論理』（現代数学社「現代数学」2014年9月号）
- 俺の数学4『縦割り行政』（現代数学社「現代数学」2014年10月号）
- 俺の数学5『さようなら線形代数』（現代数学社「現代数学」2014年11月号）
- 俺の数学6『期待値を知らない子どもたち』（現代数学社「現代数学」2014年12月号）
- 俺の数学7『東北プロボノ日記(1)奥の細道を拓く』（現代数学社「現代数学」2015年1月号）
- 俺の数学8『東北プロボノ日記(2)津波被災地への道』（現代数学社「現代数学」2015年2月号）
- 俺の数学9『東北プロボノ日記(3)受験生支援基金の設置』（現代数学社「現代数学」2015年3月号）
- 俺の数学10『東北プロボノ日記(4)被災後最初のセンター試験』（現代数学社「現代数学」2015年4月号）
- 俺の数学11『東北プロボノ日記(5)福島県中通りへ』（現代数学社「現代数学」2015年5月号）
- 俺の数学12『東北プロボノ日記(6)福島数学トップセミナー』（現代数学社「現代数学」2015年6月号）
- 俺の数学13『東北プロボノ日記(7)ふくしま学びのネットワーク』（現代数学社「現代数学」2015年7月号）
- 俺の数学14『東北プロボノ日記(8)夢をかなえる勉強法』（現代数学社「現代数学」2015年8月号）
- 俺の数学15『東北プロボノ日記(9)英語仮面の参戦』（現代数学社「現代数学」2015年9月号）
- 俺の数学16『東北プロボノ日記(10)教室プロレス』（現代数学社「現代数学」2015年10月号）
- 俺の数学17『東北プロボノ日記(11)福島県浜通りへ』（現代数学社「現代数学」2015年11月号）
- 俺の数学18『東北プロボノ日記(12)南相馬に復興の光』（現代数学社「現代数学」2015年12月号）
- 俺の数学19『東北プロボノ日記(13)福島県浜通りでの連戦』（現代数学社「現代数学」2016年1月号）
- 俺の数学20『東北プロボノ日記(14)常円禅寺で合宿講義』（現代数学社「現代数学」2016年2月号）
- 俺の数学21『東北プロボノ日記(15)気仙沼「あじ蔵」』（現代数学社「現代数学」2016年3月号）
- 俺の数学22『東北プロボノ日記(16)復興支援の宿・望洋』（現代数学社「現代数学」2016年4月号）
- 俺の数学23『東北プロボノ日記(17)津波被災地の私立高校』（現代数学社「現代数学」2016年5月号）
- 俺の数学24『熊本地震に寄せて』（現代数学社「現代数学」2016年6月号）
- 俺の数学25『東北プロボノ日記(18)福島に集う巨星とともに』（現代数学社「現代数学」2016年7月号）
- 俺の数学26『東北プロボノ日記(19)夏休み中学生数学セミナー』（現代数学社「現代数学」2016年8月号）
- 俺の数学27『東北プロボノ日記(20)リアル競技数学への道』（現代数学社「現代数学」2016年9月号）
- 俺の数学28『知恵の館より新メダリスト出ずる』（現代数学社「現代数学」2016年10月号）
- 俺の数学29『東北プロボノ日記(21)奥会津勉強合宿』（現代数学社「現代数学」2016年11月号）
- 俺の数学30『東北プロボノ日記(22)福島県主催の合宿』（現代数学社「現代数学」2016年12月号）
- 俺の数学31『倉吉市襲撃日記(1)』（現代数学社「現代数学」2017年1月号）
- 俺の数学32『倉吉市襲撃日記(2)』（現代数学社「現代数学」2017年2月号）
- 俺の数学33『倉吉市襲撃日記(3)』（現代数学社「現代数学」2017年3月号）
- 俺の数学34『おきなわ学びのネットワーク(1)』（現代数学社「現代数学」2017年4月号）
- 俺の数学35『おきなわ学びのネットワーク(2)』（現代数学社「現代数学」2017年5月号）
- 俺の数学36『東北プロボノ日記(23)星槎寮と免許更新講習』（現代数学社「現代数学」2017年6月号）
- 俺の数学37『東北プロボノ日記(24)仙台・養賢ゼミナール』（現代数学社「現代数学」2017年7月号）
- 俺の数学38『情報公開請求日記(1)探しものは何ですか』（現代数学社「現代数学」2017年8月号）
- 俺の数学39『情報公開請求日記(2)霞ヶ関プロレス』（現代数学社「現代数学」2017年9月号）
- 俺の数学40『情報公開請求日記(3)距離とアクセスの比例』（現代数学社「現代数学」2017年10月号）
- 俺の数学41『東北プロボノ日記(25)養賢フォーラム』（現代数学社「現代数学」2017年11月号）
- 俺の数学42『東北プロボノ日記(26)夏休み中学生数学セミナー(続)』（現代数学社「現代数学」2017年12月号）
- 俺の数学43『東北プロボノ日記(27)青森県へ進撃』（現代数学社「現代数学」2018年1月号）
- 俺の数学44『東北プロボノ日記(28)霊峰・恐山への道』（現代数学社「現代数学」2018年2月号）
- 俺の数学45『東北プロボノ日記(29)気仙沼の名勝・煙雲館』（現代数学社「現代数学」2018年3月号）
- 俺の数学46『東北プロボノ日記(30)自主夜間中学』（現代数学社「現代数学」2018年4月号）
- 俺の数学47『琉球の旅(1)久々に数学講義を受ける』（現代数学社「現代数学」2018年5月号）
- 俺の数学48『琉球の旅(2)教科指導力向上セミナー』（現代数学社「現代数学」2018年6月号）
- 俺の数学49『巌流島の決戦講義(1)』（現代数学社「現代数学」2018年7月号）
- 俺の数学50『巌流島の決戦講義(2)』（現代数学社「現代数学」2018年8月号）
- 俺の数学51『数学教育の改革はどこへ向かうのか』（現代数学社「現代数学」2018年9月号）
- 俺の数学52『首都と古都を同時襲撃(1)タイトルマッチ』（現代数学社「現代数学」2018年10月号）
- 俺の数学53『古都を襲撃(2)東山高校＆現代数学社』（現代数学社「現代数学」2018年11月号）
- 俺の数学54『古都を襲撃(3)出版記念講演会』（現代数学社「現代数学」2018年12月号）
- 俺の数学55『東北プロボノ日記(31)気仙沼の語り部』（現代数学社「現代数学」2019年1月号）
- 俺の数学56『カフェ “DORA” の美術館定理』（現代数学社「現代数学」2019年2月号）
- 俺の数学57『数学の萌芽(1)ソスウはつよいんだ』（現代数学社「現代数学」2019年3月号）
- 俺の数学58『数学の萌芽(2)深くわかる』（現代数学社「現代数学」2019年4月号）
- 俺の数学59『数学の萌芽(3)遠くまでわかる』（現代数学社「現代数学」2019年5月号）
- 俺の数学60『お祓いと闘魂注入の儀式@本郷』（現代数学社「現代数学」2019年6月号）
- 俺の数学61『お祓いと闘魂注入の儀式@駒場』（現代数学社「現代数学」2019年7月号）
- 俺の数学62『数学紙芝居「正邪の対決」(1)』（現代数学社「現代数学」2019年8月号）
- 俺の数学63『数学紙芝居「正邪の対決」(2)』（現代数学社「現代数学」2019年9月号）
- 俺の数学64『数学紙芝居「正邪の対決」(3)』（現代数学社「現代数学」2019年10月号）
- 俺の数学65『算数仮面@信州プロレスリング(1)』（現代数学社「現代数学」2019年11月号）
- 俺の数学66『算数仮面@信州プロレスリング(2)』（現代数学社「現代数学」2019年12月号）
- 俺の数学67『算数仮面@信州プロレスリング(3)』（現代数学社「現代数学」2020年1月号）
- 俺の数学68『残り2分で決着をつけた女』（現代数学社「現代数学」2020年2月号）
- 俺の数学69『無欲の悟りで結果を引き寄せた女』（現代数学社「現代数学」2020年3月号）
- 俺の数学70『競技算数に髪を賭ける女』（現代数学社「現代数学」2020年4月号）
- 俺の数学71『学ぶ権利が侵害される(1)』（現代数学社「現代数学」2020年5月号）
- 俺の数学72『学ぶ権利が侵害される(2)』（現代数学社「現代数学」2020年6月号）
- 俺の数学73『コロナを機に秋入学に転換を(1)』（現代数学社「現代数学」2020年7月号）
- 俺の数学74『コロナを機に秋入学に転換を(2)』（現代数学社「現代数学」2020年8月号）
- 俺の数学75『オンライン講義(1)クラス指導』（現代数学社「現代数学」2020年9月号）
- 俺の数学76『オンライン講義(2)個別指導』（現代数学社「現代数学」2020年10月号）
- 俺の数学77『アフターコロナの世界(1)』（現代数学社「現代数学」2020年11月号）
- 俺の数学78『アフターコロナの世界(2)』（現代数学社「現代数学」2020年12月号）
- 俺の数学79『コロナ渦中の遊歴(1)気仙沼』（現代数学社「現代数学」2021年1月号）
- 俺の数学80『コロナ渦中の遊歴(2)陸前高田』（現代数学社「現代数学」2021年2月号）
- 俺の数学81『コロナ渦中の遊歴(3)那覇』（現代数学社「現代数学」2021年3月号）
- 俺の数学82『コロナ渦中の遊歴(4)下関仮面祭り』（現代数学社「現代数学」2021年4月号）
- 俺の数学83『コロナ渦中の遊歴(5)札幌』（現代数学社「現代数学」2021年5月号）
- 俺の数学84『コロナ渦中の遊歴(6)宮古島』（現代数学社「現代数学」2021年6月号）
- 俺の数学85『コロナ渦中の遊歴(7)新しい格闘様式』（現代数学社「現代数学」2021年7月号）
- 俺の数学86『コロナ渦中の遊歴(8)気仙沼高校10年』（現代数学社「現代数学」2021年8月号）
- 俺の数学87『コロナ渦中の遊歴(9)那覇6校襲撃会』（現代数学社「現代数学」2021年9月号）
- 俺の数学88『コロナ渦中の遊歴(10)福島県教育委員会』（現代数学社「現代数学」2021年10月号）
- 俺の数学89『コロナ渦中の遊歴(11)石狩太美ミニ研究会』（現代数学社「現代数学」2021年11月号）
- 俺の数学90『コロナ渦中の遊歴(12)令和知恵の館@那覇』（現代数学社「現代数学」2021年12月号）
- 俺の数学91『学びを通じての支援(1)継続性を模索する』（現代数学社「現代数学」2022年1月号）
- 俺の数学92『学びを通じての支援(2)特待生・奨学金の経済学』（現代数学社「現代数学」2022年2月号）
- 俺の数学93『コロナ渦中の遊歴(13)三陸フルコース』（現代数学社「現代数学」2022年3月号）
- 俺の数学94『沖縄にて遊歴算家(1)八重山高校ご襲撃』（現代数学社「現代数学」2022年4月号）
- 俺の数学95『沖縄にて遊歴算家(2)教員指導力向上対策研修会』（現代数学社「現代数学」2022年5月号）
- 俺の数学96『沖縄にて遊歴算家(3)倫理法人会早朝セミナー』（現代数学社「現代数学」2022年6月号）
- 俺の数学97『沖縄にて遊歴算家(4)沖縄と福島を繋ぐセミナー』（現代数学社「現代数学」2022年7月号）
- 俺の数学98『覆面女子烈伝(1)ヴィルシーナ』（現代数学社「現代数学」2022年8月号）
- 俺の数学99『覆面女子烈伝(2)梵逍遥』（現代数学社「現代数学」2022年9月号）
- 俺の数学100『数学を奏でる指導ボックスセット』（現代数学社『現代数学』2022年10月号）
- 俺の数学101『福島県沖地震の影響(1) 山形県と福島』（現代数学社『現代数学』2022年11月号）
- 俺の数学102『福島県沖地震の影響(2) 佐沼・気仙沼』（現代数学社『現代数学』2022年12月号）
- 俺の数学103『山浦義彦先生研究室ご襲撃』（現代数学社『現代数学』2023年1月号）
- 俺の数学104『泊昌孝先生とルービックキューブ』（現代数学社『現代数学』2023年2月号）
- 俺の数学105『大柳茂樹先生の思い出』（現代数学社『現代数学』2023年3月号）
- 俺の数学106『覆面女子烈伝(3)マスクド・タマ』（現代数学社『現代数学』2023年4月号）
- 俺の数学107『沖縄にて遊歴算家(5)久米島ご襲撃』（現代数学社『現代数学』2023年5月号）
- 俺の数学108『会津若松ザベリオ学園小学校ご襲撃』（現代数学社『現代数学』2023年6月号）
- 俺の数学109『再発見日記(1)双曲線関数の多項式』（現代数学社『現代数学』2023年7月号）
- 俺の数学110『再発見日記(2)チェビシェフの円柱』（現代数学社『現代数学』2023年8月号）
- 俺の数学111『再発見日記(3) 確率の無限級数から1次方程式へ』（現代数学社『現代数学』2023年9月号）
- 俺の数学112『再発見日記(4) デュース状態での条件付き確率』（現代数学社『現代数学』2023年10月号）
- 俺の数学113『再発見日記(5) 大相撲とプロレス』（現代数学社『現代数学』2023年11月号）
- 俺の数学114『再発見日記(6) フィボナッチ数列の発掘』（現代数学社『現代数学』2023年12月号）
- 俺の数学115『再発見日記(7) フィボナッチ数列の降臨』（現代数学社『現代数学』2024年1月号）
- 俺の数学116『再発見日記(8) フィボナッチ展開』（現代数学社『現代数学』2024年2月号）
- 俺の数学117『再発見日記(9) 母関数で戯れる』（現代数学社『現代数学』2024年3月号）
- 俺の数学118『再発見日記(10) 小数表示からの有理数』（現代数学社『現代数学』2024年4月号）
- 俺の数学119『還暦を迎えて』（現代数学社『現代数学』2024年5月号）
- 俺の数学120『俺の数学連載10年』（現代数学社『現代数学』2024年6月号）
- 俺の数学121『闘う校長烈伝(1)狩野秀明先生』（現代数学社『現代数学』2024年7月号）
- 俺の数学122『闘う校長烈伝(2)関博行先生』（現代数学社『現代数学』2024年8月号）
- 俺の数学123『闘う校長烈伝(3)下地敏洋教授』（現代数学社『現代数学』2024年9月号）
- 俺の数学124『沖縄にて遊歴算家(6)離島フラクタル』（現代数学社『現代数学』2024年10月号）
- 俺の数学125『岡安實先生の思い出(1)札幌近郊の私塾』（現代数学社『現代数学』2024年11月号）

## メディアにおける担当講座

### 代々木ゼミナール衛星放送授業
- サテライン講座『キャッチアップ高2数学』（1996年）
- サテライン講座『東大理系数学』（1997年より）
- サテライン講座『数学IIICゼミ』（1997年より）

### ケーブルテレビ
- 『レッツトライ星塾 センター試験対策数学I・A』（ケーブルテレビ各局にて放映、1995年）

### VOD講義COMETS
塾・予備校対象ASPサービス高校生向けIT学習システム（株式会社古藤事務所）
- COMETS『東大理系数学』（2009年）
- COMETS『東大文系数学』（2009年）
- COMETS『難関国公立理系数学』（2009年）
- COMETS『ハイパー数学IIIC』（2009年）
- COMETS『ダブルファイブ数学IA』（2009年）
- COMETS『ダブルファイブ数学IIB』（2009年）
- COMETS『ダブルファイブ東大数学・文理共通』（2009年）
- COMETS『ダブルファイブ東大数学・理系』（2009年）

### ハイスクール@will
塾・予備校対象ASPサービス高校生向けIT学習システム（株式会社さなる）
- 東大理科数学演習
- 東大文科数学演習
- 浜松医科大数学特講
- スーパーモジュール

### 学びエイド
1コマ5分のサブスクリプション学習システム（株式会社学びエイド）
- 数理哲人の『演武型』大学入学共通テスト数学・物理過去問演習
- 数理哲人の大学入学共通テストに向けた試行調査（プレテスト）の解説
- 数理哲人の秒殺・短答式数学
- 数理哲人の闘う数学『特別講座』戦後の東大
- 数理哲人の『演武型』センター試験数学過去問演習
- 数理哲人の闘う数学『特別講座』数学オリンピック
- 数理哲人の『特訓ドリル』グラフ描画
- 数理哲人の『特訓ドリル』極限・微分
- 数理哲人の『特訓ドリル』積分計算
- 数理哲人の指導者のための学習指導要領『数学』『情報』解説講義
- 数理哲人の指導者のための『文科省高等学校数学科教材』

## メディア出演

### 地上波テレビ
- NHK『燃えてトライアル』（1990年4月放映）
- フジテレビ『日本全国ご自慢列島ジマング』（2013年10月放映）

### 雑誌
- プレジデントFamily『算数仮面が叫ぶ！おまえたちは，勉強でトップに立てる』（2014年3月号）
- 講談社リケジョ『数理哲人先生の大事なことは覚えてはいけない』（2017年1月号）

### 地方新聞
- 福島民友『寸劇交え勉強法紹介』（2014年12月3日）
- 三陸新報『まずはやってみる！ 「覆面の貴講師」東陵高で特別講習』（2015年5月24日）
- 福島民友『有名塾講師らの動画配信 県立高2，3年生の学力向上へ 「覆面の貴講師」ら登場』（2020年7月30日）
- 八重山毎日新聞『数学「覚えず理解を」 覆面数理氏，炎の講義』（2021年11月19日）
- スポニチ信州版『信州プロレススター列伝 算数仮面』（2022年3月31日）

## 覆面の貴講師
「覆面の貴講師」として、算数仮面・数理哲人というキャラクターに扮して活動している。本人とは別人という設定になっており、本人はブログ上で覆面講師の代理人であると述べている。

### 初代算数仮面
- 2008年より算数仮面としての活動を始める。
- 2008年度は東京・中野の中学受験塾CAPにて「闘う算数」講座を開講していた。2009年度からプリパスに移動した。
- 「ゆとり教育政策によって、潜在力を奪われようとしている小学生諸君を、学力低下の淵から救い出し、次世代の真のリーダーにふさわしい資質に鍛え上げるために、学習結社『知恵の館』から送り込まれてきた正義の味方」（算数仮面公式ホームページからの引用）とのギミックを使用している。
- 数学専門誌『理系への数学』（現代数学社）において、2010年3月号より連載記事『算数MANIA』を担当している。記事中では、中学入試（算数）の出題と大学入試（数学）の出題にみられる共通性を分析している。
- 別人として二代目算数仮面なる人物が共著者として存在するようである。

### 覆面レスラー「算数仮面」
- 身長175cm。
- 体重75kg。
- 知恵の館出身。
- 信州プロレスリング所属。
- 2010年12月26日、信州プロレスリング上田創造館大会で匿名係長只野人とタッグを組んで対エテ吉&スイカマン組戦でデビュー。
- 得意技はチョーク攻撃、指し棒、コンパス、三角定規。教師アイテムを攻撃と防御の両面で活用する。
- 2011年5月29日、無茶フェス（長野市ビッグハット）に参戦。
- 2012年5月20日、無茶フェス（長野市ビッグハット）に参戦。
- 2013年9月8日、無茶フェス（松本市体育館）に参戦。
- 2014年6月3日、無茶フェス（佐久創造館）に参戦。
- 2014年11月24日、無茶フェス（高遠町文化体育館）に参戦。
- 2015年8月15日、無茶フェス（上田城体育館）に参戦。
- 2017年5月13日、無茶フェス（長野市ビッグハット）に参戦。

### 数理哲人
- 2009年より数理哲人の名で活動を始める。
- 「学習結社『知恵の館』から送りこまれてきた覆面の貴講師。学力低下を阻止する任務を帯びた、数学の仮面。緻密な論理力と華麗な直観力とを併せもち、熱血戦を演じる『闘う数学、炎の講義』が、君たちを魅了する。」（数理哲人公式ホームページからの引用）とのギミックを使用している。
- 「闘う数学、炎の講義」とのキャッチフレーズは、代々木ゼミナール講師時代にも標榜していた。「『闘う数学・炎の講義』を合い言葉に、数学の指導法の研究に余念がない」（『点取りトレーニング』の著者紹介からの引用）
- 東大・京大・阪大の数学の過去問を解説するDVDでは、米谷達也監修とのクレジットを表示している。DVDのジャケットには,『数理哲人の闘う東大数学'09』には栄東高等学校（埼玉県）の学校長が、『数理哲人の闘う東大数学'10』には帝京大学高等学校（東京都）の学校長が、それぞれ覆面の貴講師への感謝を示すコメントを寄せている。（2017年現在、栄東高校非常勤講師を勤める。）
- 上記の他にも複数の高等学校に出講しており、その講義録を出版している。
- インターネット映像講義を配信するさなる予備校＠willに出演し、数学（東大理系数学特講）および物理（京大物理特講）の講義を担当している。
- 2011年の東日本大震災を機に、宮城県と福島県の複数の高等学校で「勉強の炊き出し」プロジェクトを主導する。
- 2014年より一般社団法人ふくしま学びのネットワークの高校生無料セミナー、数学合宿等に参画している。
- 2014年より養賢ゼミナール（仙台市）にて客員講師を勤め、教員向けセミナー「養賢フォーラム」にて定例の講演を行う。
- 2015年よりおきなわ学びのネットワークの高校生無料セミナー、教員向け研修セミナー等に参画する。
- 2016年よりインターネット映像講義を配信する学びエイドに動画講義を提供する。
- IMO（国際数学オリンピック）に向けての指導を継続して行っており、教え子の中からは、2012年IMOアルゼンチン大会日本代表銀メダリスト、2013年IMOコロンビア大会日本代表銀メダリスト、2016年IMO香港大会日本代表銀メダリストを輩出している。（現代数学社「現代数学」2016年10月号『俺の数学』による）

## 演奏活動
- 東京大学在学中には、軽音楽サークルに所属してロックの演奏をしていた。
- 担当楽器は、ChapmanStickBass、ElectricBass、Keyboard。
- 1985年から1989年ごろ、吉祥寺シルバーエレファントなど複数のライブハウスで演奏活動をしていた。
- 1989年にLPレコードの形態でアルバム『Atlantis』（Jankees）を発表し、同年3月に吉祥寺シルバーエレファントでレコ発ライブを行っている。

## 米谷の「知恵の館」blog校
2005年2月より開設している自身のブログでは、ルービック・キューブ関係、法律学関係、数学関係、演奏関係、プロレス関係などの記事を投稿・発信している。

### 自身の著作の紹介
- 著作またはDVDが完成すると、ブログ上で紹介している。発売予告を含む。
- 必ずしも総ての書籍が一般流通しているわけではなく、主宰する教室と提携校の会員のみが購入できるものが含まれている。

### ルービックキューブの解法
- ルービック・キューブの解法について連載している。
- 2*2*2、3*3*3、リベンジ (4*4*4)、プロフェッサー (5*5*5)、ピラミンクス（正四面体）、Alexander's Star（星型）、Megaminx（正12面体）の各タイプについて解法を明らかにしている。
- その一部は、論理教育学会からの出版物となっている。

### 大学入試問題
センター試験、東大数学、京大数学をはじめ、大学入試問題を引用し、講評を加えている。

### 中学入試問題
中学入試（算数）の問題についてコメントしており、算数仮面名義での著書、雑誌連載記事のアイデアの原型とみられる記述がある。

### 文科省検定教科書の研究
高校数学の教科書を、教科書会社ごとに比較して、その記述ぶりについて言及をしている。

### 適性試験の適正性
法科大学院適性試験実施団体の問題の質について言及をしている。

### チャンピオンベルト理論
2005年8月5日付のブログ米谷の「知恵の館」blog校にある。高校生向けと一般向けがあるようである（高校生向けは以下の第一のパートの部分のみ）。
- 「学歴社会の終焉」の、予備校講師の立場からの宣言
- 法曹資格そのものは目的ではなく手段であることの言明
- 弁護士という職業の源流を踏まえた比喩

これらは法科大学院入学の動機となったという（以上、米谷の「知恵の館」blog校より引用）。
また、週刊朝日の取材に対し以下のような回答をする。
僕はこれまで『東大卒』というチャンピオンベルトを締めてきたけれど、そろそろ耐用年数が過ぎ、すり切れてきた。だから今度は『司法』という新しいベルトを手に入れたかったんです（以上、『週刊朝日』2004年4月23日号『「法科大学院あなたも狙える」社会人入学約2000人の「履歴」主要20校調査』より引用）。
蛇足判決理論
2006年9月1日より自身のブログ2008年9月14日付米谷の「知恵の館」blog校において毎日1回ずつ掲載されている記事。井上薫元判事による『でたらめ判決が日本をつぶす』にインスピレーションを得て連載を継続している。
2007年3月提言
法科大学院（ロースクール）の入学定員を全国・全大学院一律に3割削減するべきであるとの提言を宮澤節生（現：青山学院大学法科大学院）と共に行う（法学セミナー2007年4月号）。その後、法科大学院協会による自主的な動きや文科省による指導もあり、各法科大学院の定員削減は現実のものとなった。
新司法試験撤退宣言
2008年9月14日付米谷の「知恵の館」blog校で法科大学院修了直後の第2回新司法試験を受験したが不合格であったことを明らかにし、新司法試験からの撤退宣言をする。2007年8月3日の法務省発表（第2回新司法試験のいわゆる漏洩問題について）に絶望し、法務省に正義はないと感じたため。

### 交通事故から生還
2011年8月に高速道路上で車両が全損するような事故に遭遇したが、九死に一生を得た体験を記している。

### 震災関連・受験生支援
2011年の東日本大震災に伴うプロボノ活動について記している。